# Бартошова, Алена
Алена Бартошова (чеш. Alena Bartošová; род. 17 сентября 1944, Пипице, Габлонц-ан-дер-Нисе, Рейхсгау Судетенланд, Германия) — чехословацкая лыжница, призёрка чемпионата мира.

## Карьера
На Олимпийских играх 1972 года в Саппоро стала 6-й в эстафете, 16-й в гонке на 5 км и 27-й в гонке на 10 км.
На Олимпийских играх 1976 года в Инсбруке заняла 35-е место в гонке на 10 км и 6-е место в эстафете.
На чемпионате мира-1974 в Фалуне завоевала бронзу в эстафете.